# 26264 McIntyre
26264 McIntyre è un asteroide della fascia principale. Scoperto nel 1998, presenta un'orbita caratterizzata da un semiasse maggiore pari a 2,3005490 UA e da un'eccentricità di 0,1803634, inclinata di 7,74965° rispetto all'eclittica.